# 이순구 (1884년)
이순구(李純久, 1884년 1월 15일 ~ 1983년 9월 19일)는 대한제국 조선 황조 관료 출신의 의병장 겸 항일 독립운동가이다.

## 주요 이력
본관은 여주, 아명(兒名)은 이보령(李普領)·이경옥(李涇沃)·이부영(李釜榮)·이순임(李淳壬)이고 호(號)는 숭문(崇文)·산남(山南)·촉산(蜀山)·선덕화(善德花)·공덕주(功德柱)·불촌(佛村)·양향(壤鄕)·하종(河琮)·산촌(山村)이며 1889년 이순구(李純久)로 개명(改名)하였다. 한때 불교 승려 시절 사용한 법명(法名)은 양지(壤地)이다.

## 생애

### 출생
경상도 월성에서 출생하였다.

### 대한제국 시대
1901년에서 1905년까지 잠시 대한제국 하위급 관료 직을 지내다가 대한제국 관료 사퇴한 그는 1906년 3월 경상북도 영천에서 정용기가 부명을 따라 거병을 하니 친형인 중군장 이한구와 함께 경상북도 군위에 입진을 하여 진중실기를 초집하는 임무를 띄우고 의병 활동을 하다가 1907년 10월 7일 입암 전투에서 정용기 초모장과 친형 이한구 등 장령이 전사되고 그 뒤를 이은 정환직 진에서 의병대 실무 간부 대표 활동하다 끝끝내 전패되니 의병대 동료 간부 서종락 등과 후일을 기약하고 귀가하여 지내었다.

### 일제 강점기 시대
1910년 경술국치 사건 이후 1911년 2월에서 1913년 2월까지는 충청북도 보은군 속리산 법주사에서 출가하여 양지(壤地)라는 법명(法名)으로 불교 승려 수도하다가 1913년 2월에 끝내 환속을 하고 1914년에 우재룡, 권영만 등 前 의병대 간부들 몇수명과 함께 상통하며 활동하다 중화민국 만저우 지린 성 지린으로 솔가 피신을 하기도 하였다.

### 8.15 조선 광복 이후
1945년 8월 15일 중화민국 타이완 성 타이중에서 조선 광복을 목도하였고 1946년 5월 20일 조선 고국에 귀국하였으며 1946년 11월 26일 한국독립당 복당하였고 1959년에는 불교 이탈하고 개신교 개종을 하였으며 1960년 1월 31일을 기하여 한국독립당 대표전임고문 직에 보임되었고 85세 시절이던 1968년 5월 31일에는 첫째아들 이상길(李祥桔, 1899~1968)이 향년 70세로 별세하는 것을 목도하였으며 1969년 11월 18일 한국독립당을 마지막으로 탈당하였다. 그 후 1972년 상배(喪配)하였다. 그 후 1973년에서 1978년까지 차남 내외, 삼남 내외를 따라 브리튼 군주국, 타이 군주국, 중공, 싱가포르, 베트남, 자유중화민국 타이완 등에 잠시 외유하고 나서 1978년 대한민국 귀국을 하였다.

### 최후와 별세
배우자와 장남과 맏사위와 큰손자의 상(喪)을 목도한 그는 결국 100세 시절이던 1983년 9월 19일을 기하여 별세 시절 직계 및 방계 유족 등으로 상배(장남이 이미 하세)한 장자부와 그녀가 남긴 친손들을 비롯하여, 상배(맏사위도 이미 하세)한 장녀와 그녀가 남긴 외손들, 그리고 차남 내외, 차녀 내외, 삼남 내외 등을 비롯하여 친가 증손, 친가 고손 등을 남겼다.

## 사후
대한민국 정부에서는 그의 공훈을 기리고자 1991년 8월 15일 대한민국 건국훈장 애국장 추서를 하였다.